# Cantó de La Châtaigneraie
El cantó de La Châtaigneraie és un cantó francès del departament de la Vendée, situat al districte de Fontenay-le-Comte. Té 20 municipis i el cap es La Châtaigneraie.

## Municipis
- Antigny
- Bazoges-en-Pareds
- Breuil-Barret
- Cezais
- La Chapelle-aux-Lys
- La Châtaigneraie
- Cheffois
- Loge-Fougereuse
- Marillet
- Menomblet
- Mouilleron-en-Pareds
- Saint-Germain-l'Aiguiller
- Saint-Hilaire-de-Voust
- Saint-Maurice-des-Noues
- Saint-Maurice-le-Girard
- Saint-Pierre-du-Chemin
- Saint-Sulpice-en-Pareds
- La Tardière
- Thouarsais-Bouildroux
- Vouvant

## Història
| Data d'elecció                           | Identitat        | Partit                         | Qualitat |
| ---------------------------------------- | ---------------- | ------------------------------ | -------- |
| 1945-1952                                | Georges Avril    | MRP                            |          |
| 1952-1961                                | M. de Villeneuve | Divers droite                  |          |
| 1961-1992                                | Jean Guillemet   | Divers droite, després UDF     |          |
| 1992-2011                                | Claude Ouvrard   | Divers droite, després UDF-CDS |          |
| 2011-                                    | Valentin Josse   | Divers droite                  |          |
| les dades anteriors no són pas conegudes |                  |                                |          |
|                                          |                  |                                |          |

| A partir de 1990: Població sense dobles comptes |